# Aprendizaje digital
El aprendizaje digital o educación digital se refiere a cualquier tipo de aprendizaje mediado con la ayuda de la tecnología; ya sea mediante contenido digital, plataformas o facilitadores digitales. Abarca la aplicación de un amplio espectro de prácticas, incluido el aprendizaje semipresencial y virtual. En ocasiones se confunde el aprendizaje digital con el aprendizaje en línea o e-learning; El aprendizaje digital engloba los conceptos antes mencionados.
Este aprendizaje promueve una mayor adaptabilidad y disposición de los involucrados a los cambios en el entorno educativo. Tanto su mentalidad como su enfoque pedagógico evolucionan para capitalizar el valor ofrecido por la educación digital. Esta forma de aprendizaje se presenta como una práctica educativa que facilita la formación de los estudiantes a través de una gama de estrategias educativas fortalecidas por la integración de recursos tecnológicos. La transformación digital no solo está redefiniendo las habilidades esenciales en todos los ámbitos de formación y vida diaria, sino también está transformando la forma en que aprendemos. En consecuencia, es crucial replantear las estrategias pedagógicas para sacar el máximo provecho del potencial del aprendizaje digital.
El escenario educativo asociado al aprendizaje digital se denomina entorno virtual de aprendizaje, ese entorno caracterizado por dinámicas propias de la esfera virtual en el que evidencia lo que Pierre Lévy denominó como la cibercultura, alejándose de la mera reproducción de los lugares ya existentes en la modalidad presencial. Los entornos virtuales de aprendizaje deben considerarse promotores y optimizadores en sí mismos, ofreciendo las tecnologías a los diferentes participantes de una enseñanza no presencial.
Este entorno virtual ofrece múltiples oportunidades para sustentar un modelo didáctico centrado en el alumno, ya que las herramientas tecnológicas que lo componen, junto con las estrategias de aprendizaje que pueden proponerse, exigen que el estudiante adopte un rol activo e interactivo en su proceso de formación.
El uso de entornos de aprendizaje digitales, integra secuencias de videos, textos, audios, en soportes multimedia, hasta llegar a lo que se llama narrativa transmedia. Una narrativa creada a través de hipervínculos, que nos hace navegar hasta destinos insospechados.

## Historia
Para tratar la evolución del aprendizaje digital, se debe conocer previamente el desarrollo de la educación en línea en las distintas décadas. Centrada principalmente en tres generaciones de innovación tecnológica:
A finales del siglo XIX y principios del XX los textos eran muy elementales y poco adecuados para el estudio independiente de los alumnos, mediados por el desarrollo de la imprenta y de los servicios postales. Los servicios nacionales de correos a pesar de ser muy lentos por aquella época, fueron la principal vía de comunicación en los inicios de la educación en línea. En aquel momento, la educación a distancia se caracterizaba únicamente por reproducir por escrito una clase presencial tradicional. A finales de 1970 aparece la televisión y la radio en los hogares. El texto escrito a papel comienza a estar apoyado por otros recursos audiovisuales (audiocasetes, diapositivas, videocasetes, etc.). El teléfono se incorpora como medio de apoyo para conectar y comunicar entre los distintos miembros de la comunidad educativa.
Desde 1980 la educación a distancia se traslada de manera progresiva a las plataformas digitales. La integración y mediación de las telecomunicaciones con otros medios educativos mediante la tecnología define esta etapa que se apoya cada vez más en el uso del ordenador personal. Se trata de una educación dependiente de ciertos medios (principalmente tecnológicos) y esa dependencia se ha venido ejecutando con una secuencia caracterizada por la evolución de los medios disponibles:
1. Texto impreso ordinario.
2. Texto impreso con facilitadores para el aprendizaje (por ejemplo, fichas de refuerzo).
3. Tutoría postal.
4. Apoyo telefónico.
5. Utilización de la radio.
6. Aparición de la televisión.
7. Apoyo al aprendizaje con audiocasetes.
8. Apoyo al aprendizaje con videocasetes.
9. Enseñanza asistida por ordenador.
10. Audioconferencia.
11. Videodisco interactivo.
12. Correo electrónico.
13. Audioconferencia de sala en grupo.
14. Web (listas, grupos, enseñanza en línea).
15. Videoconferencia por internet.

De la educación en línea caracterizada por el papel y los apuntes impresos con carácter unidireccional, se pasó a la enseñanza por correspondencia y de esta a la audiovisual. A continuación, de la enseñanza audiovisual se evolucionó hacia la formación apoyada en la informática, para finalizar con la etapa de la telemática en la que nos encontramos inmersos.
Desde los años 2000, la educación en línea se integra en todas las etapas educativas, dando lugar a lo que se conoce como e-learning, que va evolucionando con diferentes modificaciones conocidas como "generaciones" desde 1990. La “generación cero”, se basaba en el diseño y publicación de elementos en línea. El uso de Internet y del correo electrónico para comunicarse da paso a la “primera generación”. La aparición de juegos digitales para el aprendizaje abre las puertas a la “segunda generación”. La “tercera generación” destaca por la creación de las aulas virtuales. La “cuarta generación” influye la aparición de dispositivos móviles, el uso de la web 2.0 y la interacción entre los alumnos. Con la aparición de la nube y de los contenidos abiertos surge la “quinta generación”, y finalmente, la conocida como “sexta generación” destaca por los cursos masivos en línea (MOOC).
La evolución del aprendizaje digital, queda enmarcada en lo que ya se conoce como la cuarta revolución industrial. La tendencia a la digitalización viene manifestándose tiempo atrás en aspectos como el aumento del precio de la educación o la falta de profesorado, que hacen que el aprendizaje digital sea una opción atrayente. Sin embargo, no existía premura por implantarlo hasta que la llegada del COVID-19. Ahora, con un evidente retraso digital del sistema educativo y decisiones aceleradas, la pandemia ha dado pie al comienzo de la revolución del aprendizaje digital.

## Para saber más de historia
El concepto de tecnología digital empieza a cobrar importancia a partir de los años 70 con el desarrollo de productos informáticos revolucionarios. Sin embargo, el término se popularizó tras la llegada del internet en los años 90.
La educación, según la época, parece definir los rasgos de la sociedad que la acompañan. El uso de la tecnología, las redes de la comunicación y la globalización de la información, transformaron la vida y el aprendizaje de los seres humanos.
Las formas de vida y de trabajo cambiaron obligando a la sociedad a prepararse técnica y culturalmente.
 La sociedad globalizada gira alrededor de las tecnologías de la información y comunicación, las cuales ofrecen herramientas digitales muy potentes que, implementadas de una manera apropiada en los procesos de enseñanza y aprendizaje, ayudarán al desarrollo de las competencias digitales necesarias para un futuro. Ante estas nuevas demandas, la educación evoluciona, formando a la ciudadanía para un nuevo modelo social. 

## Papel del docente en el aprendizaje digital
El aprendizaje digital implica una serie de cambios en el papel del docente y el desarrollo de competencias digitales para alcanzar el proceso de aprendizaje de manera óptima. Una de las características principales que debe adaptar el docente en el aprendizaje virtual es el liderazgo. El papel del líder docente está determinado por una serie de competencias y actitudes digitales que le permiten ajustarse a los retos que plantea el mundo digitalizado.
El líder docente desarrolla nuevas estrategias que le permiten controlar y dinamizar el proceso de enseñanza en los espacios virtuales. Una de sus funciones está relacionada con el uso adecuado de nuevas herramientas tecnológicas que promueven y ayudan a que el alumnado adquiera conocimientos de forma digital.  A su vez, este debe tener la capacidad de adaptarse a los nuevos cambios, estar continuamente actualizado y formado a través de cursos e incentivos que fomenten el uso de herramientas digitales. Además, en el aprendizaje digital, el rol del docente evoluciona hacia un ambiente donde se potencian las tecnologías de la información y comunicación; pasa de ser instructor a convertirse en guía, gestor y orientador.
Sin embargo, es importante destacar que el confinamiento causado por la pandemia COVID-19 puso en evidencia la falta de cualificación adecuada por parte del docente en el campo de la tecnología educativa. Es decir, hubo una parte notoria de docentes que carecían al momento de destrezas para realizar sus planificaciones de clase gestionadas a través de TICs. A partir de esto surge la necesidad de la preparación en competencias digitales y el esfuerzo por comprometerse con la continuidad del aprendizaje estudiantil mediante la modalidad de enseñanza a distancia.

## Ideas clave del aprendizaje digital
Los factores determinantes para lograr un buen espacio de aprendizaje digital según la plataforma Blackboard Learn son cinco: eficiencia, movilidad, proporcionar información relevante, accesibilidad y fiabilidad. La eficiencia consiste en proporcionar a los usuarios la opción de trabajar de manera rápida y fácil. La movilidad implica permitir el acceso móvil a los entornos de aprendizaje independientemente del dispositivo utilizado. Proporcionar información relevante se refiere a suministrar información, traspasando las tendencias, que impulse el éxito del aprendizaje. La accesibilidad consiste en impulsar y mejorar el rendimiento del alumnado independientemente de su edad, sus destrezas o de su contexto. La fiabilidad consiste en mejorar el mantenimiento del sistema de gestión del aprendizaje para garantizar su buen funcionamiento.
Las tendencias a implantarse en la educación como consecuencia del uso de las tecnologías digitales son las siguientes:
1. Aumento de la formación en línea.
2. Cambios en el cuando y el como en educación semipresencial.
3. Usar estrategias que favorezcan el aprendizaje activo basado en la experiencia.
4. Trabajo cooperativo para el andamiaje del saber.
5. Perspectiva de conjunto en la elaboración del conocimiento.
6. Uso de medios de imágenes, audios y vídeos.
7. Recuperación de artículos digitales sin licencia.
8. Aumento de la libertad y originalidad del discente.
9. Sistema de enseñanza-aprendizaje omnipresente.
10. Apostar por cambios en nuestra forma de valorar el proceso de enseñanza-aprendizaje.
11. Realizar enseñanzas en línea en un mayor número de personas de forma autoguiada.
12. Reestructuración de la función del profesorado.
13. Mejorar las competencias digitales de los docentes y discentes.
14. Visibilizar la figura del diseñador tecnopedagógico.[19]

## Comunidades virtuales
El aprendizaje digital engloba el concepto de comunidad virtual que está relacionado con el creciente uso de las redes de aprendizaje. Estas comunidades son usadas para mantener la comunicación y ampliar e intercambiar conocimientos entre diferentes personas, a través de las herramientas que ofrecen las redes telemáticas, sean sincrónicas o asincrónicas, permitiendo que cualquiera en cualquier momento y lugar -ya sea estudiante o docente-, muestre una mayor integración entre la teoría y la práctica. Concretamente nombramos el concepto de comunidades virtuales de aprendizaje siempre que su objetivo sea fomentar el aprendizaje de la comunidad a través de programas específicos en los que se conecte al alumnado de una misma aula o de cualquier rincón del mundo con objetivos comunes. Esto también contribuye al desarrollo de competencias como la digital y la social. Con estas comunidades de aprendizaje se puede documentar y compartir artículos, puntos de vista y opiniones que servirán para conseguir el objetivo entre todos. 
Para crear un ambiente de trabajo óptimo en estas comunidades se necesita de trabajo en equipo efectivo, buena comunicación y apoyo por parte de todos los integrantes. También deberá contar con características como: ser accesible de forma que todos los miembros puedan colaborar equitativamente; brindar información y contenidos relevantes; establecer objetivos y fines claros, y conocidos por los miembros; y por supuesto, poseer habilidades tecnológicas mínimas (cada miembro) para desenvolverse sin problema en este ámbito.

## Ventajas e Inconvenientes
El impacto de las TIC en la educación ha dado lugar a una rápida evolución que ha puesto de manifiesto una serie de ventajas e inconvenientes.
Ventajas
- Información a un clic: tabletas, móviles, pizarras digitales… son una ventana abierta a Internet.
- Aprender a aprender: los alumnos conocedores de la tecnología son capaces de aprender por sí mismos a través de cursos online, redes de aprendizaje abierto, plataformas, los cuales serán realizado según el ritmo de cada estudiante.
- Comunicación horizontal: las nuevas tecnologías dan lugar a una comunicación en la que los alumnos y los profesores interactúan y aprenden unos de otros.
- Corrección inmediata: ciertos aprendizajes digitales permiten una respuesta inmediata dinamizando la enseñanza.
- Mejores resultados: el uso de herramientas digitales en clase favorece la atención y participación de los alumnos mejorando los resultados.
- Aumenta el contacto con las familias: la tecnología permite a las familias seguir de cerca el resultado académico de alguno de sus miembros y tener un mayor contacto con el centro educativo.[22][23]

Inconvenientes
- Distracción, es habitual que los aprendizajes digitales generen distracciones en sus usuarios bien por los estímulos a los que se ven expuestos o por el cansancio que genera una mala gestión del tiempo.
- Deshumanización del aprendizaje, profesor y alumno interactúan en un medio impersonal y frío.
- No es accesible para todo el mundo, pues para poder optar a un aprendizaje digital se presupone la posesión o el acceso a los recursos necesarios.
- Requiere inversión, los centros deben de invertir en tecnología y reformas para adaptarse a este tipo de aprendizaje.
- Pérdida de habilidades, los alumnos al usar medios digitales dejan de practicar la escritura lo que hoy día ya supone un problema.
- Formación previa, alumnos y profesores precisan de una instrucción previa para poder hacer un uso adecuado de las TIC.[22][23]

## Estrategias
Las estrategias de aprendizaje digital buscan utilizar recursos educativos que mantengan activos a los participantes para así construir conocimientos y alcanzar los objetivos. Una estrategia de aprendizaje digital puede incluir cualquiera o una combinación de cualquiera de los siguientes:
Entre las tecnologías educativas actuales, se contemplan las siguientes estrategias:
- E-Learning.Incremento de acciones del proceso educativo apoyado en medios LMS (Learning Management System).
- B-Learning.Mezcla la educación presencial con la virtualidad.
- M-Learning.Aumento del uso de teléfonos, tablet...que facilitan el acceso a la información.
- Aprendizaje Ubicuo.. Favorece la entrada a los medios desde cualquier parte y dispositivo vinculado a Internet.
- Aulas Virtuales.Sirven como medios de gestión de la actividad docente en su aula.
- Entornos personales de aprendizaje (PLE). Aplicaciones donde el alumnado, organiza su proceso educativo, formándose su estructura de contenidos y recursos de ayuda.
- Microlearning.Exposición de pequeños contenidos que están encadenados entre sí, en un corto espacio de tiempo.
- Webquest.Enseñanza mediante proyectos necesitados de Internet para su ejecución.
- Gamificación. empleo de la mecánica de los juegos para facilitar el aprendizaje.
- Robótica Educativa. uso de medios tecnológicos (robots) útiles para resolver problemas.
- Aprendizaje adaptativo[25]
- Aprendizaje combinado[26]
- Tecnologías de aula
- Libros electrónicos
- Análisis de aprendizaje
- Objetos de aprendizaje
- Aprendizaje móvil, p. teléfonos inteligentes, computadoras portátiles, computadoras, iPads.
- Recursos educativos abiertos (REA)
- Enseñanza y aprendizaje con tecnología mejorada
- Realidad virtual
- Realidad aumentada
- Narrativa digital[27]

Lo ideal es que la estrategia didáctica elegida posea las siguientes características: interactividad, multimedia, durable y actualizable, sincrónica y asincrónica, acceso y manejo fácil de los materiales y actividades, posibilidad de realizar un seguimiento con plazos de entrega y comunicación horizontal donde prime la colaboración.

## Metodología y pedagogías.
El aprendizaje digital está destinado a mejorar la experiencia de aprendizaje en lugar de reemplazar los métodos tradicionales por completo, se trata de utilizar elementos electrónicos para mejorar el aprendizaje, pero no de cualquier forma sino de manera crítica y responsable. Es de vital importancia transformar los procesos pedagógicos de la misma forma que ha evolucionado la forma de aprender.
Los diferentes métodos de aprendizaje y el creciente papel de la tecnología digital, han supuesto un desafío para las comunidades educativas que han tenido que modificar o adaptar las pedagogías utilizadas. No solo se debe de tener en cuenta las diferentes metodologías que se llevan a cabo, entendiendo por metodología los procedimientos que se utilizan para alcanzar los objetivos del aprendizaje, sino también las pedagogías que se van a emplear.
Aparecen de esta manera las pedagogías emergentes en los ambientes virtuales de aprendizaje, estas pedagogías apoyan el proceso educativo del alumnado mediante el uso de las TIC y los Recursos educativos abiertos (REA). El aprendizaje con los REA nos permite vincular al alumnado con el uso de las tecnologías, que al tratarse de recursos abiertos, están disponibles para todos los usuarios. Es una de las pedagogías más destacadas en este ámbito, no solo trata sobre la utilización de las tecnologías digitales para la enseñanza sino de darle una perspectiva más pedagógica, lo que implica asumir y entablar nuevos principios de enseñanza-aprendizaje y nuevas metodologías, donde el alumnado es un ser activo en su proceso de enseñanza gestionando su propio conocimiento.
A continuación se enumeran las pedagogías o prácticas de enseñanza comunes que combinan tecnología y aprendizaje:
- Aprendizaje mixto o blended learning
- Educación en línea
- Aprendizaje invertido o Flipped Classrroom
- Modelo computacional 1 a 1
- Aprendizaje diferenciado
- Aprendizaje individualizado
- Aprendizaje personalizado
- Ludificación del aprendizaje
- Comprensión por diseño
- Diseño universal para el aprendizaje

## Herramientas y recursos
Los recursos digitales hacen referencia al material codificado para ser procesado por un ordenador. Por su naturaleza pueden ser tangibles (tabletas, móviles, discos duros, pendrive…) o intangibles (libros y revistas digitales, sitios oficiales, bases de datos…) Las herramientas digitales son intangibles, permiten interactuar con la tecnología, mejorando el desarrollo de destrezas, por ejemplo, en los estudiantes. Debido a la pandemia mundial de COVID 19 han sido muchas las empresas e instituciones educativas las que han recurrido a herramientas digitales aumentando con ello su fama. Desde entonces estos recursos digitales, de acceso libre en multitud de casos, son empleados por profesores y maestros de todo el mundo para optimizar el aprendizaje digital. Algunos ejemplos de ellas pueden ser:
- RSS o lectores sociales, hipertexto.
- Canales de YouTube
- Procesadores de texto basados en memorias virtuales (Google Drive)
- Plataformas para compartir archivos (Dropbox, MEGA,…)
- Edición Multimedia (Prezi)
- Servidores FTP (FileZilla)
- Marcadores Sociales (Twitter)
- REA (Khan Academy)
- Streaming
- Plataformas educativas
- Evernote
- Bolsillo digital
- Second World (mundo virtual para uso educativo)
- Realidad Aumentada
- Zotero